# Саймон Купер
Саймон Купер (англ. Simon Kooper;? — 31 січня 1913) — вождь клану карахоен (група з нама) в 1863—1909 роках, один з очільників повстання проти німецьких колонізаторів.

## Життєпис
Народився в м. Пелла, на півночі Капської колонії, отримавши ім'я Гомксаб. Його клан на чолі із Пітом Купером у середині 1850-х років перебрався на північ, де став союзником Йонкера Африканера. Разом з орлама брав участь у війні проти Магареро, вождя гереро. 1863 року після загибелі Піта Купера очолив свій клан.
До 1870 року продовжив спільно з оралама боротьбу проти гереро. Згодом став шукати місце для перебування свого клану. Оселився на південному заході в Гочасу. Тут у 1889 року прийняв першого християнського місіонера. Хрестився, отримавши ім'я Саймон (Симон).
У 1892—1893 роках спільно з Хендріком Вітбуї, вождем іншого племені нама, вів війну проти німецьких загарбників. Втім 1894 року вимушений був підписати угоду з Теодором Лейтвайном, визнавши протекторат Німеччини. 1896 року підтримав повстання східних гереро Кагімемуа Нгуваува і Нікодемуса Кавікунуа. після поразки єдиний зміг домовитися про свою амністію.
З початком повстання нама проти колонізаторів у 1904 року знову долучився до Вітбуї. 15 січня 1905 року у битві біля Швартфонтайну зазнав поразки, відступивши до британського протекторату Бечуаналенд.
Втім не склав зброю, почавши здійснювати партизанські напади на Німецьку Північно-Західну Африку, змусивши з собою рахуватися колоніальні війська (шутчтруппе). У жовтні 1905 року після смерті Вітбуї разом з Якобом Моренгою очолив повстання нама, а після полону останнього 1906 року став єдиним очільником.
1907 року зазнав поразки й потрапив у полон. Його було відправлено до концтабору на о. Акула. Проте Купер звідти втік, отаборившись на горі Великий Карас. У березні 1908 року Купер зазнав тяжкої поразки від капітана Фрідріха фон Еркерта, ледве врятувавшись. Зрештою під тиском британців погодився припинити бойові дії в обмін на щорічну платню. Саймон Купер отримав 100 фунтів стерлінгів у 1908 році, 75 фунтів стерлінгів у 1909 році та 60 фунтів стерлінгів у наступні роки від цієї угоди.
Помер у Локгвабе (Бечуаналенд) в 1913 році.